# HMS Cumberland (1926)
HMS Cumberland – brytyjski ciężki krążownik typu County, podtypu Kent, z lat 30. i okresu II wojny światowej. Nosił numer taktyczny 57.
Budowę okrętu rozpoczęto 18 października 1924 roku, zwodowany został 16 marca 1926 roku, wszedł do służby 23 lutego 1928 roku.
Podczas bitwy u ujścia La Platy znajdował się na Falklandach, wezwany przybył do ujścia La Platy 14 grudnia 1939 roku podczas pobytu „Grafa Spee” w Montevideo. Odtąd patrolował u ujścia la Platy wespół z lekkimi krążownikami „Ajax” oraz „Achilles”. W rezultacie podjętych działań 17 grudnia „Graf Spee” został samozatopiony.
Na początku roku 1940 miał remont w Simonstown. Następnie eskortował konwoje wzdłuż afrykańskiego wybrzeża od Kapsztadu do Freetown. Od października 1941 do stycznia 1944 roku eskortował konwoje arktyczne. W kwietniu 1944 roku został skierowany na Ocean Indyjski i połączył się z flotą dalekowschodnią. W lipcu bombardował Sabang na Sumatrze. W październiku uczestniczył w nieudanej dywersji na Nikobarach. W lutym 1945 roku wrócił do Simonstown (dla remontu). W kwietniu uczestniczył w ostrzale Sabang, w maju w ostrzale Nikobarów i Portu Blair na Andamanach.
Do Wielkiej Brytanii wrócił 12 listopada 1945 roku. W 1959 roku został złomowany.